# Easycore
L'easycore (noto anche come popcore, pop-mosh, dudecore, softcore, happy hardcore, "bro" pop punk e EZ) è una fusione di pop punk, metalcore, melodic hardcore, post-hardcore ed emo. Tra i gruppi più rappresentativi del sottogenere sono spesso considerati i Chunk! No, Captain Chunk!, gli A Day to Remember, i Set Your Goals, i Four Year Strong e soprattutto i New Found Glory, termine da loro stessi coniato.

## Caratteristiche
L'easycore associa le sonorità pesanti dell'hardcore punk e dell'heavy metal, con l'utilizzo di tecniche death come growl, screaming e breakdown, al canto pulito e al sound più melodico e positivo del pop punk, a volte utilizzando anche sintetizzatori. 
Tipici dell'easycore sono l'uso di gang vocals e parti urlate, giri di batteria veloci, hook, riff e ritornelli orecchiabili.
Nei concerti fa propria la tendenza al moshing e all'hardcore dancing.

## Storia
La nascita del genere è stata favorita all'inizio degli anni 2000 con l'uscita del secondo album, omonimo, dei New Found Glory e con canzoni come Fat Lip dei Sum 41.
Il genere ottenne popolarità verso la metà del decennio con album come Mutiny! dei Set Your Goals (2006), Rise or Die Trying dei Four Year Strong (2007) e Get Stoked on It dei The Wonder Years (2007). I New Found Glory, spesso considerati i «paladini» del genere, nel 2008 diedero vita all'"Easycore Tour" insieme agli A Day to Remember, tournée che inquadrò in maniera più "ufficiale" il genere. Gli stessi A Day to Remember si fecero notare per la caratteristica mescolanza di metalcore e pop punk, ravvisabile nel disco maggiormente easycore Homesick. I Chunk! No, Captain Chunk!, con Something for Nothing (2010) si affermarono come uno dei gruppi più influenti nel genere. Un'altra band attiva nel genere sono stati i Veara, che hanno visto alcuni album prodotti da Jeremy McKinnon degli A Day to Remember.
Nella metà del decennio successivo la popolarità dell'easycore è diminuito, nonostante siano sorti nuovi gruppi che portano avanti questo genere, come i Back Garden Light, i For the Win, gli Abandoned by Bears e i Carousel Kings. Certi gruppi, come i City Lights e i Me Vs Hero, si sono sciolti. Alcune band storiche hanno continuato sulla strada dell'easycore, come i Four Year Strong nell'EP Go Down in History (2014) o i New Found Glory con Resurrection (2014), mentre The Wonder Years, A Day to Remember e Citizen si sono col tempo allontanati dal genere.
In Italia l'easycore ha trovato popolarità tra le band sulla scia di New Found Glory, A Day to Remember e Set Your Goals, verso il 2010: esempi di questi gruppi sono i Melody Fall, i New Reason, i 4th 'N Goal, i Why Everyone Left, i Feelbacks, i Well Planned Attack e i Summer of Hoaxes.